# Шенгелія Іраклій Отарович
Іраклій Шенгелія (груз. ირაკლი შენგელია, івр. אירקלי שנגליה; нар. 13 квітня 1981, Тбілісі, Грузинська РСР) — грузинський та ізраїльський футболіст, півзахисник та нападник.

## Життєпис
Іраклій Шенгелія народився 13 квітня 1981 року у Тбілісі. У 1996 році дебютував на дорослому рівні у клубі 35 СТУ (Тбілісі), кольори якого захищав до 1997 року (2 матч, 1 гол). З 1997 по 1999 роки захищав кольори клубу «Динамо-2» (Тбілісі), а потім виступав у клубі «Мерані» (Тбілісі).
У 2000 році переїхав до Росії, де підписав контракт з московським «Спартаком», але за першу команду москвичів не зіграв жодного поєдинку. Натомість захищав кольори клубу «Спартак-Д» (Москва) з другого дивізіону чемпіонату Росії. За другу команду «Спартака» дебютував 9 серпня 2000 року у нічнийному (1:1) поєдинку 23-го туру другого дивізіону російського чемпіонату (зона «Захід») проти «Оазису» (Ярцеве). Іраклій вийшов на поле у стартовому складі та відіграв увесь поєдинок. Загалом у складі «Спартака-Д» у чемпіонаті Росії зіграв 12 матчів. Того ж року повернувся до Грузії, де зіграв 3 матчі у футболці «Динамо» (Тбілісі).
У 2000 році переїхав до України та підписав контракт з тернопільською «Нивою». 12 липня 2000 року зіграв свій перший та останній матч у програному (0:3) виїзному поєдинку 1-го туру вищої ліги чемпіонату України проти сімферопольського «Авангарда». Шенгелія вийшов на поле на 60-ій хвилині, замінивши Сергія Хоменка. Але того ж року залишив клуб та повернувся до Грузії.
З 2001 по 2003 роки захищав кольори клубу «Мерані» (Тбілісі) та «Динамо» (Батумі). Потім виступав у складі ВІТ Джорджії та «Шавердені-1906». З 2004 по 2005 роки виступав у «Динамо» (Батумі).
У 2005 році переїхав до Ізраїля, де виступав у складі нижчолігових клубів: «Хапоель» (Кфар-Сава), «Хапоель» (Рішон-ле-Ціон) та «Секція» (Нес-Ціона). 2007 року повернувся до Грузії, де захищав кольори клубів «Норчі Дінамоелі», «Мерані-Олімп» (Тбілісі) та «Сіоні».